# سكة الهلالي (مسلسل)
سكة الهلالي هو مسلسل درامي اجتماعي مصري تم إنتاجه عام 2006، من بطولة يحيي الفخراني وأحمد السعدني، ومن تأليف يوسف معاطي.

## قصة المسلسل
تدور قصة المسلسل حول رئيس حزب الفضيلة "مصطفى الهلالي" الأستاذ بالجامعة وهو يقدم برنامج تلفزيوني يناقش فيه مشاكل المجتمع وله جماهيرية عريضة. يختاره حزبه للترشيح في البرلمان عن دائرة كفر أصالة، ومن خلال هذه الانتخابات يتعرض المسلسل للصراعات بين مختلف الاتجاهات السياسية كالحزب الوطني والاخوان وغيرهم مع وجود خط فرعي في ظهور راقصي مريضة بمرض خطير تدعي أن ابنتها هي ابنته وواجبه هو رعايتها لنكتشف في نهاية المسلسل زيف "مصطفى الهلاي" وأنه ليس هناك شخص كامل.

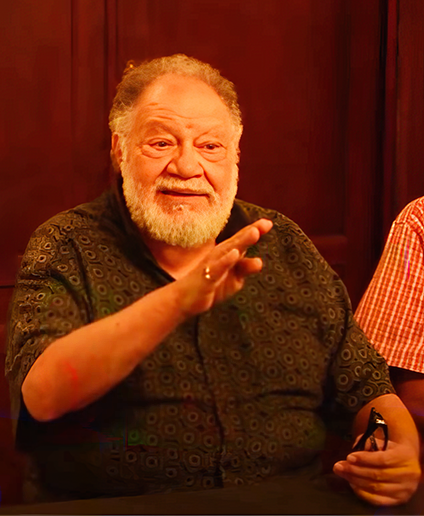
يحيى الفخراني في دور مصطفى الهلالي

## أبطال المسلسل
1. يحيى الفخراني: مصطفى الهلالي
2. أحمد راتب: رضوان الكومي
3. نهال عنبر: هناء عبد الفضيل
4. أحمد خليل
5. أحمد السعدني: عبد الحميد
6. منة شلبي: نانسي
7. خالد سرحان: خالد
8. منة فضالي
9. صلاح عبد الله: عطية الساعتي
10. عايدة رياض
11. محمد خليفة
12. مصطفى هريدي
13. خليل مرسي: عمرو الصفتي
14. مصطفي الشامي
15. أحمد دياب: هشام الرفاعي
16. علاء زينهم
17. مسعد المرشدي
18. رؤوف مصطفي: مختار
19. أحمد صفوت
20. إيمان إسماعيل
21. عادل أمين
22. محمد حسن
23. كريم كوجوك

## مقالات عن المسلسل
تعرض مسلسل «سكة الهلالي» لانتقادات كثيرة بعد عرض أكثر من اربع وعشرين حلقة منه ورغم تحقيقه أعلى إيرادات لمسلسلات رمضان، وذلك لأن المسلسل يتناول مثاليات لا ترتكز إلى المنطق الدرامي واحترام عقل المشاهد.
ترتكز هذه الانتقادات كما يشير نقاد دراما مصريون بينهم طارق الشناوي على «التحولات الأساسية دراميا في المسلسل التي تشكل نقاط تحول جوهرية فيه لا تحترم عقل المشاهد ولا تقدم له أسبابا مقنعة لهذه الانتقالات خصوصا وأنها أسباب واهية». ويقول "الشناوي" إن النقطة الفارقة في المسلسل الذي قام بتأليفه "يوسف معاطي" وأخرجه "محمد فاضل" هي «علاقة الفنان يحيي الفخراني بالفنانة منة شلبي فهي نقطة القوة والضعف فيه ونقطة القوة هي أداء الممثلة المتميز ونقطة الضعف هي في كتابة السيناريو فكيف للرجل المثالي أن يصدق أنه أقام علاقة مع راقصة لليلة واحدة وأنجبت منه ابنة». 
وتابع: «ألم يتساءل "الهلالي" الذي يقوم بأداء شخصيته الفخراني كثيرا فيما إذا كانت منة شلبي ابنته خصوصا وأنها نتاج علاقة جمعته مع راقصة متعددة العلاقات فكما استسلمت له من أول لقاء استسلمت لغيره أيضا قبله وبعده كما يظهر في تسلسل الدراما داخل المسلسل». وأضاف: «هناك قفزات درامية قام بها كاتب السيناريو "معاطي" مثل دفاع البطل عن الفضيلة وتأسيسه لحزب الفضيلة، ويتوقف للتوسط مع الشرطة لإطلاق سراح منة شلبي التي قبض عليها في الطريق العام وهي تحمل في سيارتها مخدرات وتقود بدون رخصة أمام ضابط استقبله بترحاب شديد لأنه شخصية مثالية تحارب الفساد». وتساءل "الشناوي": «ومن أبرز القفزات تساؤل تبادر لذهني وهو من هو المعارض الذي تفتح له الدولة التلفزيون وله مثل هذه الشعبية هل ستسمح له بالظهور إلا إذا كان معارضا عبيطا».
هذا ما أكدت عليه الناقدة ماجدة خير الله بقولها إن المسلسل «يلعب على فكرة التصادم بين الاثرياء وأصحاب النفوذ ضمن إطار سياسي وتستخدم فيه كل الطرق المشروعة إلا أن "معاطي" يعمل على المبالغات مثل تزوير "الهلالي"  لشهادته الثانوية وما يترتب عليها من أحداث درامية غير واقعية مستندة إلى سبب غير واقعي حيث إن الشهادات تحول مباشرة من المدارس إلى الجامعة». وتابعت الناقدة ماجدة خير الله: «والفكرة التي استخدمها "معاطي" في هذا المسلسل هي نفس الفكرة التي استخدمها مع "الفخراني" قبل عامين في مسلسل عباس الأبيض وكانت تزوير شخصية "الفخراني" عن طريق استخدام جواز سفر مزور وخلق مفارقة درامية لا يمكن لها أن تتحقق في الواقع ولا بنسبة واحد بالمليار من الاحتمالات».
تدور أحداث المسلسل حول رجل تميز بأخلاق رفيعة يدفعه أصدقاؤه وبعض المؤمنين به إلى الانطلاق من العمل الخيري الذي بدأ به إلى تشكيل حزب بدون أبعاد سياسية ويركز على الأخلاق في إصلاح الفساد الذي يتغلغل في الواقع الاجتماعي. ويقوم "الفخراني" الذي يلعب دور البطولة عبر شخصية "الهلالي" بتربية أبنائه بهذه الطريقة إلا أن أموره تضطرب بعد أن يشكل حزب الفضيلة وتأتيه راقصة تخبره أنها حملت منه بعد ليلة قضاها معها وهو غارق في السكر وأنها ولدت منه ابنة وقد جاءت إليه كي تحمله مسؤولية الفتاة خصوصا وأنها تنتظر الموت إثر مرض خطير أصابها، فتحدث تناقضات متعددة في حياته تفرض عليه أن يتنازل أحيانا عن بعض المبادئ التي ينادي بها مثل الواسطة ونبذ الغش والتزوير، وتزداد حياته تعقيدا عندما يحاول أحد زملائه في المدرسة ابتزازه عن طريق اتهامه بإنهاء دراسته الجامعية بناء على شهادة ثانوية زورها والده.
ويبدو خلال مسار المسلسل أنه تم «تفصيله على مقاس شخصية غير واقعية ولا تعبر عن الواقع الذي نعيشه يوميا في مصر» كما تشير الناقدة علا الشافعي. وتضيف "الشافعي" أنه إلى جانب ذلك فإن «تشكيل حزب للدفاع عن الفضيلة إلى تحميل الأخلاق مسؤولية الفساد في الواقع الاجتماعي في حين أن أساس معالجة موضوع الفساد وإصلاح أوضاع الريف والقرى المصرية يستند بشكل أساسي إلى السياسة التي تشكل الاساس التنظيمي لأي واقع اجتماعي وهي نفسها القادرة على خلق الإنسان والمواطن الحقيقي».